# Вігокен (Нью-Джерсі)
Вігокен (англ. Weehawken) — селище (англ. village) в США, в окрузі Гудзон штату Нью-Джерсі. Населення — 17 197 осіб (2020).

## Демографія
Згідно з переписом 2010 року, у селищі мешкали 12 554 особи в 5712 домогосподарствах у складі 2914 родин. Було 6213 помешкання
Расовий склад населення:
| - 71,8 % — білих - 8,2 % — азіатів - 4,8 % — чорних або афроамериканців - 0,5 % — корінних американців - 10,8 % — осіб інших рас |

До двох чи більше рас належало 3,9 %. Частка іспаномовних становила 40,3 % від усіх жителів.
За віковим діапазоном населення розподілялося таким чином: 16,3 % — особи молодші 18 років, 71,4 % — особи у віці 18—64 років, 12,3 % — особи у віці 65 років та старші. Медіана віку мешканця становила 37,2 року. На 100 осіб жіночої статі у селищі припадало 95,2 чоловіків;  на 100 жінок у віці від 18 років та старших — 93,0 чоловіків також старших 18 років.
Середній дохід на одне домашнє господарство  становив 117 049 доларів США (медіана — 75 388), а середній дохід на одну сім'ю — 132 859 доларів (медіана — 94 336). Медіана доходів становила 71 795 доларів для чоловіків та 60 185 доларів для жінок. За межею бідності перебувало 10,4 % осіб, у тому числі 11,5 % дітей у віці до 18 років та 12,2 % осіб у віці 65 років та старших.
Цивільне працевлаштоване населення становило 7555 осіб. Основні галузі зайнятості: освіта, охорона здоров'я та соціальна допомога — 19,5 %, науковці, спеціалісти, менеджери — 17,8 %, фінанси, страхування та нерухомість — 14,6 %.

## Транспорт
Через місто проходить маршрут Зеленої та Жовтої ліній швидкісного трамваю Гудзон-Берген, що обслуговує округи Гудзон та Берген. 

## Відомі люди

### Поховані
- Рожанковський Теодор Лонгинович (1875–1970) — вчений, суддя, правник, політичний і військовий діяч, перший командант УСС.